# Mesoleius dudinka
Mesoleius dudinka là một loài tò vò trong họ Ichneumonidae.